# Diarmuid Lawrence
Pour les articles homonymes, voir Lawrence.
Diarmuid Lawrence né le 15 octobre 1947 à Westcliff-on-Sea, dans l'Essex, Angleterre et mort le 20 septembre 2019[Où ?], est un réalisateur de télévision britannique.

## Biographie
Diarmuid Lawrence commence sa carrière en 1978 comme assistant de production pour le tournage d'un drame télévisé de la BBC, Pennies from Heaven. Deux années plus tard, il fait ses débuts de metteur en scène avec Play for Today. 
Parmi les réalisations de Diarmuid Lawrence, on compte Grange Hill, Anglo Saxon Attitudes, Minder, Casualty, Affaires non classées (Silent Witness), Little Dorrit, Messiah, et Desperate Romantics.
En 1990, la mise en scène de Beyond the Pale lui vaut le Golden Gate Award pour la meilleure réalisation télévisuelle (Best Television Feature) au Festival international du film de San Francisco. Il a également reçu le British Academy Television Award pour le meilleur feuilleton dramatique télévisé, pour Anglo Saxon Attitudes.

## Filmographie

### Téléfilms
- 1996 : Emma
- 2012 : Le Mystère d'Edwin Drood (The Mystery of Edwin Drood)

### Séries télévisées
- 1980 : Play for Today